# TM4SF20
TM4SF20 (англ. Transmembrane 4 L six family member 20) – білок, який кодується однойменним геном, розташованим у людей на 2-й хромосомі. Довжина поліпептидного ланцюга білка становить 229 амінокислот, а молекулярна маса — 25 075.
| 10         |  | 20         |  | 30         |  | 40         |  | 50         |
| ---------- |  | ---------- |  | ---------- |  | ---------- |  | ---------- |
| MTCCEGWTSC |  | NGFSLLVLLL |  | LGVVLNAIPL |  | IVSLVEEDQF |  | SQNPISCFEW |
| WFPGIIGAGL |  | MAIPATTMSL |  | TARKRACCNN |  | RTGMFLSSLF |  | SVITVIGALY |
| CMLISIQALL |  | KGPLMCNSPS |  | NSNANCEFSL |  | KNISDIHPES |  | FNLQWFFNDS |
| CAPPTGFNKP |  | TSNDTMASGW |  | RASSFHFDSE |  | ENKHRLIHFS |  | VFLGLLLVGI |
| LEVLFGLSQI |  | VIGFLGCLCG |  | VSKRRSQIV  |  |            |  |            |

A: Аланін

C: Цистеїн

D: Аспарагінова кислота

E: Глутамінова кислота

F: Фенілаланін

G: Гліцин

H: Гістидин

I: Ізолейцин

K: Лізин

L: Лейцин

M: Метіонін

N: Аспарагін

P: Пролін

Q: Глутамін

R: Аргінін

S: Серин

T: Треонін

V: Валін

W: Триптофан

Локалізований у мембрані, ендоплазматичному ретикулумі.